# الدب فوزي (شخصية كرتونية)
الدب فوزي (بالإنجليزية: Fozzie Bear) هو شخصية دمية من ذا مَبِت شو (The Muppet Show)، وهو برنامج كوميدي تلفزيوني ساخر. يُعرف فوزي ككوميدي غير ناجح يعاني من ضعف الثقة بالنفس، وغالبًا ما تُقابل نكاته بالسخرية أو التجاهل.

## الصفات والشكل
الدب فوزي هو دب بلون برتقالي-بني، يُميز نفسه بارتداء قبعة بورك باي بنية وربطة عنق منقطة بالوردي والأبيض. يتميز بشخصية خجولة ولكن متفائلة، وغالبًا ما يستخدم عبارته الشهيرة Wocka Wocka! بعد إلقاء كل نكتة، سواء نجحت أم لا.

## الدور في العرض
ظهر الدب فوزي للمرة الأولى في ذا مَبِت شو عام 1976 بصفته الكوميدي الرئيسي للفرقة، وكان يقدم فقرات ارتجالية تعتمد على النكات البسيطة والفكاهة المباشرة. إلا أن محاولاته غالبًا ما تفشل، ويكون هدفًا دائمًا لتعليقات السخرية من قبل شخصيتَي ستاتلر ووالدورف، الجالستين في شرفة المسرح.

## الأداء الصوتي
أدى شخصية الدب فوزي في الأصل الدُمى والممثل الصوتي فرانك أوز منذ بدايتها وحتى عام 2000، حيث خلفه المؤدي إريك جاكوبسون، الذي استمر في أداء الشخصية حتى اليوم، محافظًا على أسلوب الأداء الأصلي بشكل كبير.

## الظهور في الإنتاجات الأخرى
شارك الدب فوزي في معظم أفلام وعروض ذا مَبِتس، بما في ذلك:
- The Muppet Movie (1979)
- The Muppets Take Manhattan (1984)
- The Muppets (2011)

وكان له أيضًا ظهورات في البرامج الخاصة وألعاب الفيديو والعروض المسرحية.

## وصلات خارجية
- الموقع الرسمي لشركة جيم هينسون